# Francesco Carroz
Francesco Carroz (in catalano Francesc Carròs i de Cruïlles) (... – 1339) è stato un ammiraglio spagnolo della Corona d'Aragona, governatore del Regno di Sardegna e Corsica (1325) e terzo Signore della Baronia di Rambouillet.

## Biografia
Appartenente alla casata dei Carroz, fu nominato ammiraglio della Corona d'Aragona nel 1313 e partecipò alla conquista della Sardegna del 1323-1326. La sua flotta, assieme alle truppe guidate da Ramon de Peralta e Bernardo I de Cabrera, costeggiò l'isola, prendendo alcune posizioni. Il 29 febbraio, l'infante Alfonso per terra e l'ammiraglio Francisco Carròs per mare, sconfissero Pisa nella battaglia di Lucocisterna. Il 19 giugno, fu firmata la capitolazione in base alla quale Pisa cedette a Giacomo II d'Aragona tutti i diritti sui suoi territori sardi, tranne Cagliari. Successe a suo figlio Berengario Carroz come governatore del Regno nel 1324. 
Successivamente, partecipò alla sconfitta di Pisa e Genova nella battaglia navale del Golfo di Cagliari. La linea politica di Carroz perse a poco a poco l'appoggio del re, fino a quando non fu sostituito al comando delle forze di terra alla fine del 1325 con Ramon de Peralta. 
Nel 1326, Ramon de Peralta attaccò i pisani a Stampace, ma Carròs non lo aiutò, fatto che provocò una forte inimicizia fra i due, i quali furono sostituiti con Bernat Boixadors e Felip de Boïl. Carròs venne arrestato, riportato in Catalogna, dove fu graziato dal re, che nel 1331 gli diede il dominio di Rambouillet.
Sposò Estefania de Lloria, imparentata con Ruggiero di Lauria.